# Essey-lès-Nancy
Essey-lès-Nancy [esɛ lɛ nɑ̃si] ist eine französische Gemeinde mit 8733 Einwohnern (1. Januar 2022) im Département Meurthe-et-Moselle in der Region Grand Est (bis 2015 Lothringen).

## Lage
Die Stadt liegt im Tal der Meurthe, ohne direkt an diesen Fluss zu grenzen. Sie gehört zu den östlichen Vororten des Départemantshauptorts Nancy, von dort existiert über die dazwischenliegende Gemeinde Saint-Max eine durchgehende Bebauung. Bedeutendstes Fließgewässer ist der Bach Grémillon, der Essey auf drei Kilometern Länge durchzieht. Angrenzende Gemeinden sind (im Uhrzeigersinn) Agincourt, Dommartin-sous-Amance, Seichamps, Pulnoy, Saulxures-lès-Nancy, Tomblaine, Saint-Max und Dommartemont.

## Name
Der Ortsname Essey geht auf einen Grundeigentümer namens Accius zurück. 1233 ist die Bezeichnung Seigneurie d'Aci (Lehnsherrschaftliches Gebiet Aci) nachweisbar. Aci wurde 1631 zu Essey(-lès-Nancy), der Zusatz "lès-..." entspringt dem lateinischen Wort latus und bedeutet "bei". Während der Französischen Revolution wurde der Ort kurzzeitig in Essey-devant-Nancy umbenannt.

## Geschichte

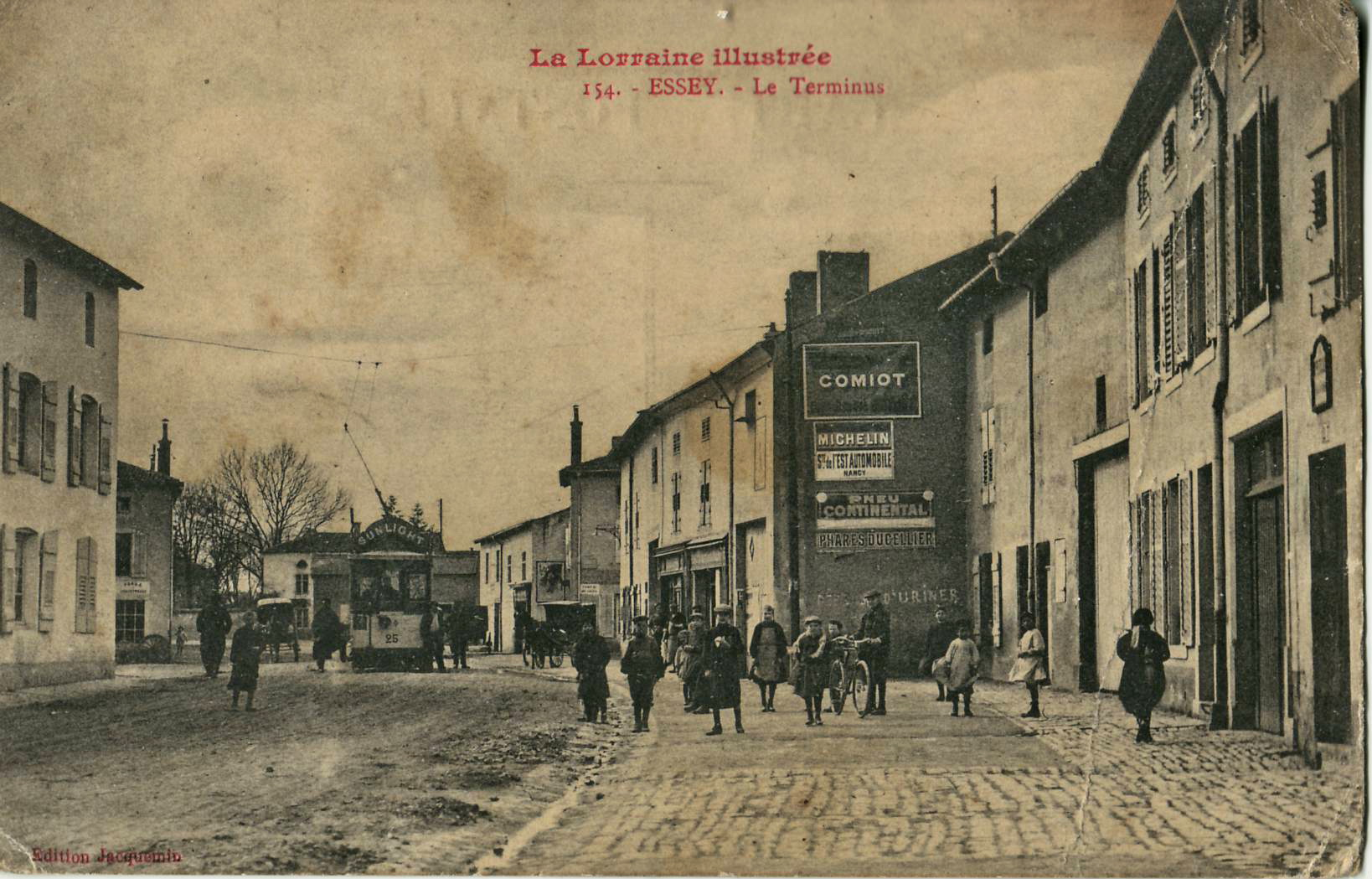
Endhaltestelle der Straßenbahn, um 1910

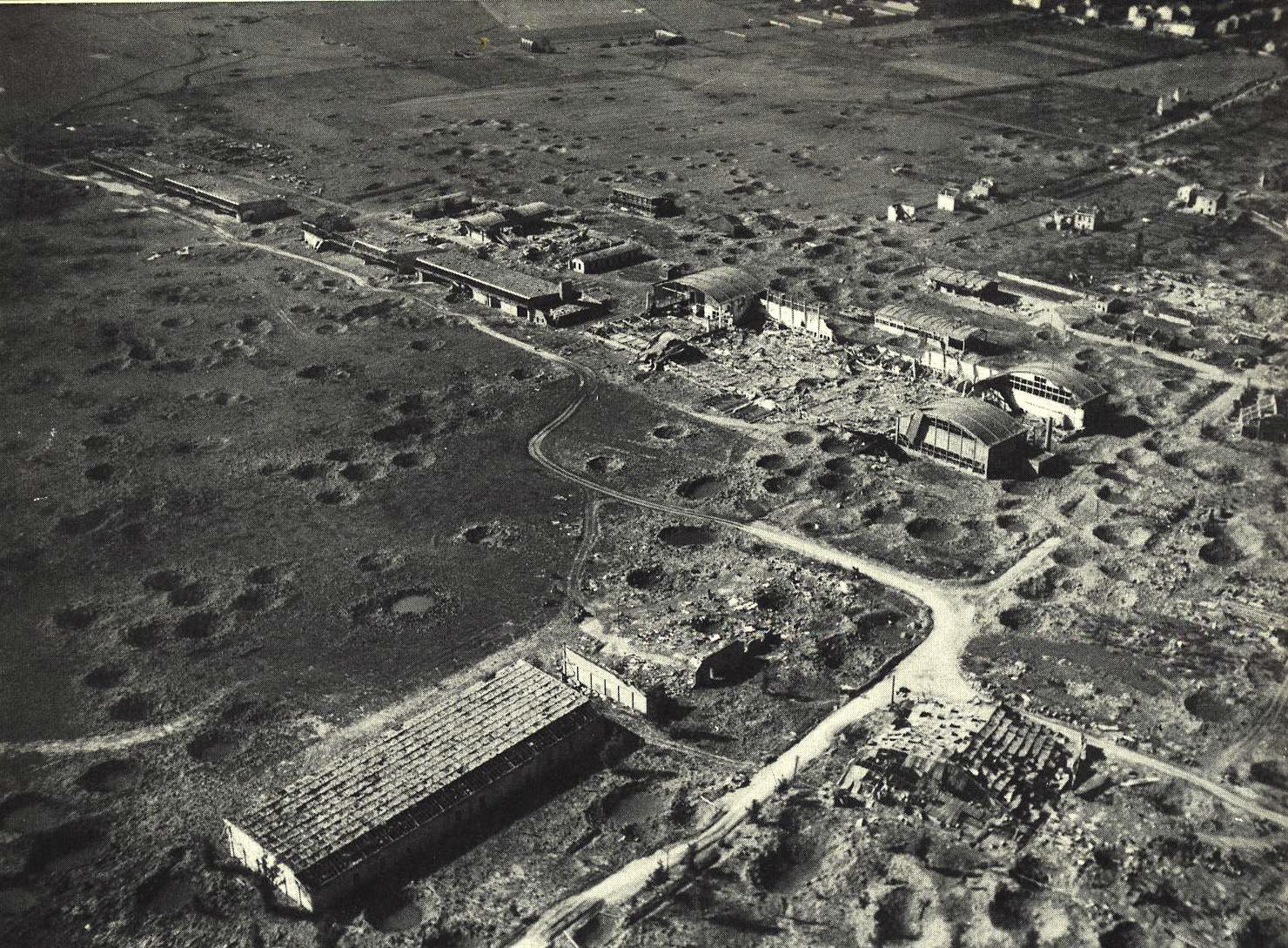
Bombentrichter am Flugplatz und der Caserne Kléber, 18. August 1944

Auf der Erhebung Butte Sainte-Geneviève am nördlichen Ortsrand lassen sich Spuren einer Besiedlung durch die Leuker im letzten Jahrtausend vor unserer Zeitrechnung nachweisen. Während des Gallischen Kriegs verhielten sich die Leuker neutral. In der Gallorömischen Epoche wurde ein befestigtes Oppidum errichtet, im Jahr 408 auf dem Gemeindegebiet die angreifenden Alanen geschlagen.
Zu Beginn des Mittelalters wurde das Dorf unter vier Gemeinden aufgeteilt, die gegen den Zehnt die Sicherheit der Bewohner und ihrer Güter gewährleisteten. Ab 959 gehörte der Ort zum Herzogtum Lothringen, in der Folge entstanden zwei Burgen (Haut-Château und Bas-Château). Zwischen dem 14. und dem 16. Jahrhundert war er wiederholten Angriffen durch die Bischöfe von Metz und den mit ihnen verbündeten Herzogen von Bar ausgesetzt. Sie konnten das Haut-Château niemals einnehmen, plünderten aber Bauernhäuser und steckten sie Brand. Im auf 1630 folgenden Jahrzehnt starb ein Drittel der Bevölkerung als Folge der Pest.
Während des Dreißigjährigen Kriegs wurden Essey und seine Burgen 1633 von den französischen Truppen belagert und zerstört. Das Haut-Château wurde innerhalb von fünfzig Jahren im Stil der Renaissance française wiederaufgebaut. Das Dorf verlagerte sich allmählich vom Hügel hinunter ins Tal.
Im Zuge des Deutsch-Französischen Kriegs mussten die Einwohner feindliche Offiziere beherbergen. Der Gemeindevertretung gelang es mehrmals, die hohen Reparationsforderungen zu senken. 1913 bezog das 69. Infanterieregiment die Caserne Kléber, die ab 1920 durch einen Flugplatz erweitert wurde. Im Ersten Weltkrieg blieb Essey, anders als umliegende Gemeinden, von Kriegshandlungen verschont.
Während des Zweiten Weltkriegs wurde der Ort am 10. Mai 1940 von der Luftwaffe bombardiert. Als die Wehrmacht am 18. Juni 1940 Nancy und seine Vororte einnahm, wurde Flugplatz Nancy-Essey von den deutschen Truppen besetzt. Am 25. März 1944 kam es zu ersten Bombenangriffen seitens der Alliierten auf diesen strategisch bedeutsamen Ort. Die Truppen des US-amerikanischen Generals Patton erreichten Essey am 17. September 1945.
Im Februar 1906 wurde das elektrische Stromnetz in Betrieb genommen, 1932 das Wasserleitungsnetz. 1920 wurde die Zahl von 2000 Einwohnern erreicht und das Dorf zur Stadtgemeinde erhoben. 1959 trat Essey dem District de l'agglomération nancéienne, einem Zusammenschluss von zwölf Gemeinden, bei, aus dem 1995 die Communauté urbaine du Grand Nancy mit zwanzig Gemeinden, darunter die Stadt Nancy selbst, wurde.

## Bevölkerungsentwicklung
| Jahr      | 1962 | 1968 | 1975 | 1982 | 1990 | 1999 | 2010 | 2019 |
| Einwohner | 4303 | 4660 | 7480 | 7447 | 7378 | 7310 | 8450 | 8833 |

## Verkehr

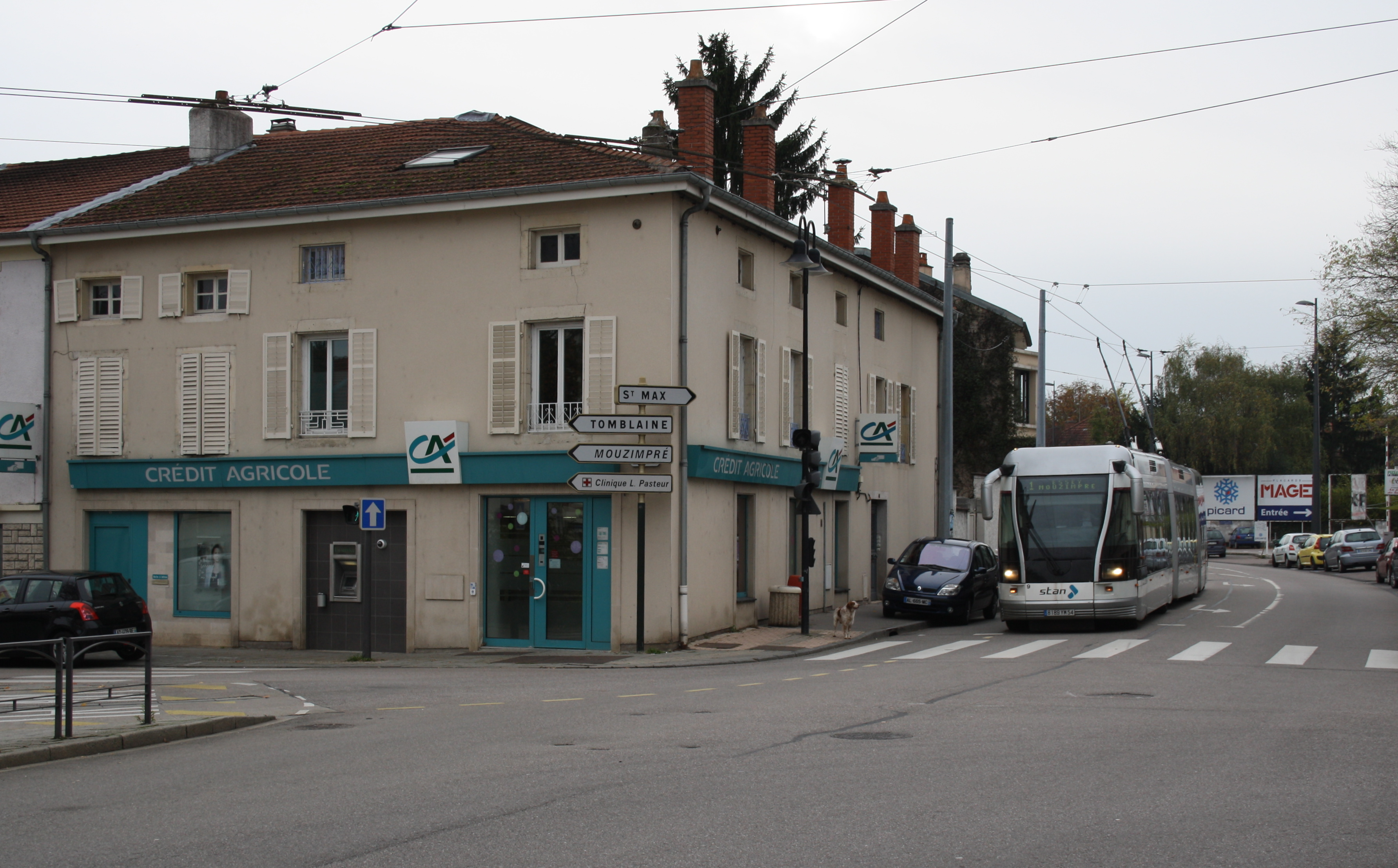
TVR-Oberleitungsbus an der Kreuzung Avenue Foch und Avenue du Président Roosevelt, 2013

Hauptachse ist die Départementsstraße 2074 (Avenue Foch), die von Nancy kommend den Ort in West-Ost-Richtung durchschneidet. Sie wird mittlerweile durch die parallel verlaufende Umgehungsstraße Avenue de Brigachtal entlastet.
1876 hatte die Compagnie générale française de tramways eine Pferdestraßenbahn eingerichtet, 1898 fuhr die erste elektrisch betriebene Straßenbahn nach Nancy. 1958 wurde der Straßenbahnbetrieb zugunsten von Oberleitungsbussen aufgegeben. Seit 2001 endete in der Station Essey Mouzimpré die Linie T1 des Tramway de Nancy, einer weltweit nur einmal in dieser Form vorkommenden TVR-Oberleitungsbuslinie mit abschnittsweiser Spurführung. Mit ihr war der ca. 5 Kilometer entfernte Bahnhof Nancy umsteigefrei zu erreichen. Am 12. März 2023 wurde deren Betrieb eingestellt.
Der Flugplatz Nancy-Essey liegt weitgehend auf dem Gebiet des Nachbarorts Tomblaine. Anfang der 1920er Jahre wurde er als Militärflugplatz errichtet und beherbergte ab 1936 eine Flugschule. Von 1940 bis 1944 war er von deutschen Truppen besetzt und wurde mehrfach bombardiert. Ab den 1950er Jahren wurde er zunehmend zivil genutzt, mit Verbindungen nach London, Paris, Nizza und Toulouse. Der 1991 eröffnete Flughafen Metz-Nancy-Lothringen und das Ende des Militärverkehrs vor der Jahrtausendwende reduzierten seine Bedeutung erheblich.

## Sehenswürdigkeiten
- Die Kirche Saint-Georges mit einem romanischen Turm aus dem 12. Jahrhundert.[3]

## Gemeindepartnerschaft
Seit 1984 unterhält Essey partnerschaftliche Beziehungen zu Brigachtal in Baden-Württemberg.

## Sonstiges
In der Caserne Kléber leistete der Sänger Charles Trenet einen Teil seines Militärdienstes ab.